# Cratere Buck
Buck  è un cratere sulla superficie di Venere. Deve il suo nome a Pearl Sydenstricker Buck, scrittrice statunitense.